# Kilbrannan-Sund
Der Kilbrannan-Sund, veraltet auch Kilbrandon, ist der westliche Arm des Meeresarms Firth of Clyde in Schottland. Der Name leitet sich von dem irischen Heiligen Brendan ab, der die westlichen Inseln im Jahre 545 bereiste.
Die Wasserstraße verläuft im Wesentlichen in Nord-Süd-Richtung und trennt die Insel Arran im Osten von der Halbinsel Kintyre ab. Sie weist eine Länge von 32 km und eine maximale Breite von 13 km auf. Im Norden läuft der Kilbrannan-Sund in die Meeresarme Loch Fyne und Kyles of Bute aus, im Süden zweigt er vom Firth of Clyde ab. Campbeltown Loch im Süden ist die größte Bucht des Kilbrannan-Sunds.